# Броннегервен
Броннегервен (нід. Bronnegerveen) — селище в нідерландській провінції Дренте. Входить до муніципалітету Боргер-Одорн.
Його площа становить 7,21 км², а населення станом на 2021 рік складало 85 осіб.
Перша згадка про населений пункт датується 1936 роком.